# عبد الله الدخيل
عبد الله عدنان الدخيل (3 يونيو 1985) لاعب كرة قدم بحريني يلعب حاليا لصالح نادي الدرجة الأولى الحالة البحريني في مركز المهاجم من 2016.

## الإنجازات

### المحرق
- الدرجة الأولى (5): 2004، 2006، 2007، 2008، 2011
- كأس ملك البحرين (3): 2005، 2008، 2011
- كأس ولي العهد (3): 2006، 2007، 2008
- كأس الاتحاد البحريني (1): 2005

### البسيتين
- الدرجة الأولى (1): 2013